# Ligota Górna (Czechy)
Ligota Górna (też: Ligoty Górne, cz. Vyšní Lhoty, niem. Ober Ellgoth) – gmina w Czechach, w kraju morawsko-śląskim, w powiecie Frydek-Mistek, w historycznych granicach Śląska Cieszyńskiego. Przynależy do Euroregionu Beskidy.

## Nazwa
Nazwa ligota odnosi się do osady założonej na surowym korzeniu z zastosowaniem dla jej nowych mieszkańców ulgi na zagospodarowanie. Na Śląsku nazwę taką posiada blisko 60 miejscowości, natomiast w Czechach około 300 (w postaci Lhota i pokrewnych). Historycznie nazwa występowała zarówno w liczbie pojedynczej jak i mnogiej, przy czym pluralizacja nastąpiła z racji funkcjonowania dwóch wsi (Ligota Górna i Dolna → Ligoty → Ligoty Górna i Dolna).
Zdaniem Idziego Panica należy odrzucić identyfikację Ligoty Górnej z miejscowością Warmnuthowitz, w innym wypadku niezidentyfikowaną/zaginioną miejscowość, wymienioną w okolicy w dokumencie Liber fundationis episcopatus Vratislaviensis.

## Geografia
Miejscowość położona jest na Pogórzu Morawsko-Śląskim, na prawym brzegu Morawki, której koryto chronione jest w tym miejscu jako Narodowy pomnik przyrody Skalická Morávka.

## Historia
Po raz pierwszy wzmiankowane prawdopodobnie w roku 1524 (jednak zapis Moudreho Lhota jest bardzo wątpliwy). Politycznie wieś znajdowała się wówczas w granicach księstwa cieszyńskiego, będącego lennem Królestwa Czech, a od 1526 roku w wyniku objęcia tronu czeskiego przez Habsburgów wraz z regionem aż do 1918 roku w monarchii Habsburgów (potocznie Austrii). W 1573 miejscowość wraz z kilkunastoma innymi wsiami oraz miastem Frydek została sprzedana przez książąt cieszyńskich tworząc frydeckie państwo stanowe.
W 1640 na szczycie Małej Praszywy z fundacji właściciela frydeckiego państwa stanowego hrabiego Jerzego z Oppersdorffu wybudowano drewniany kościół św. Antoniego Padewskiego, który stanowił później popularne wśród mieszkańców Śląska Cieszyńskiego miejsce odpustowe i pielgrzymkowe. Od Ligoty Górnej prowadzi doń asfaltowa droga leśna wzdłuż potoku Hlisník.
Według austriackiego spisu ludności z 1910 roku Ligota Górna miała 1145 mieszkańców z czego 1141 (99,7%) było czesko- a 4 (0,3%) polskojęzycznymi, zaś w podziale wyznaniowym było 1131 (98,8%) katolików i 14 (1,2%) ewangelików.